# Emre Gültekin
Yusuf Emre Gültekin (sinh 12 tháng 3 năm 1993) là một cầu thủ bóng đá Thổ Nhĩ Kỳ, hiện tại thi đấu ở vị trí tiền đạo cho Boluspor.